# Grupo Ciclón (banda argentina)
El Grupo Ciclón fue un grupo musical de cumbia peruana formado en 1993 que graba para Leader Music (Argentina) y Musart (México).
El grupo se hizo popular con éxitos como "Serrana mía", "Chica caprichosa" o "Juguete de amor" .
La agrupación estaba formada por músicos peruanos que llegaron a tierras gauchas para consolidar el ritmo tropical peruano impuesto por anteriores agrupaciones peruanas como Los Mirlos y el Grupo Karicia.
Los fundadores del grupo Ciclón fueron : Oswaldo Santana (voz), Víctor Daza (Tumbas), Ricardo Valle 'Kibe' (timbales), Álex Novoa 'Piraña' (bajo), Walter Ramírez 'Longa' (teclados) y Jorge Zambrano 'Gitano' (guitarra). Posteriormente integraron el grupo como refuerzos Ricardo Hinostroza 'Papita' y Jhonny Orosco (coros). Santana, Valle, Novoa e Hinostroza ya habían trabajado juntos, con Chacalón y su Nueva Crema.
Para 1994 Ciclón era ya un grupo reconocido en Argentina y el público solicitaba nuevos temas, es ahí donde producen el material denominado 'Mil Noches' siendo el tema que titula el material un éxito rotundo en el país, además el tema 'Brindare por ti' incluido también en esta producción considerado entre los más importantes de la movida tropical.

## Discográfica
En Buenos Aires y con el apoyo de la disquera Leader Music graban su primer trabajo musical denominado 'Por la vía del Éxito', el cual rápidamente se convirtió en todo un fenómeno musical en el país platense, especialmente en todo el norte, donde Ciclón viajó constantemente para presentaciones. En México el tema 'Serrana Mia' incluido en esta primera producción musical se convirtió en el número uno de las emisoras tropicales, logrando con esto Ciclón convertirse en la primera agrupación de origen peruano en lograr tan importante aceptación.

## Componentes
Este grupo desde sus inicios estuvo conformado por Oswaldo Santana en la parte vocal, Ricardo Valle ("Kibe") en los timbales, Víctor Daza en las tumbadoras, Jorge Zambrano en la primera guitarra, Álex Novoa ("Piraña") en el bajo y Walter Ramírez ("Longa") en los teclados. Más adelante se integrarían Ricardo Hinostroza ("Papita") en el bongo y Jhony Orozco en los coros; estos últimos más adelante se separan del grupo Ciclón y forman su agrupación con el nombre del "Grupo Néctar".

## Discografía

### Álbumes de Studio
- Por la vía del éxito (1993)
- Mil noches (1995)
- El color de la música (1996)
- Los gigantes del ritmo (2013)
- Homenaje a la cumbia peruana (2013)

### Compilación
- Gigantes 2 (1994) Leader Music
- El Remixero (1995) Leader Music
- Tropimix (1997) Leader Music
- Inolvidables Volumen 1 (2005)Leader Music
- Fiesta Tropical Norteña (2005) Leader Music